# Садова залізниця

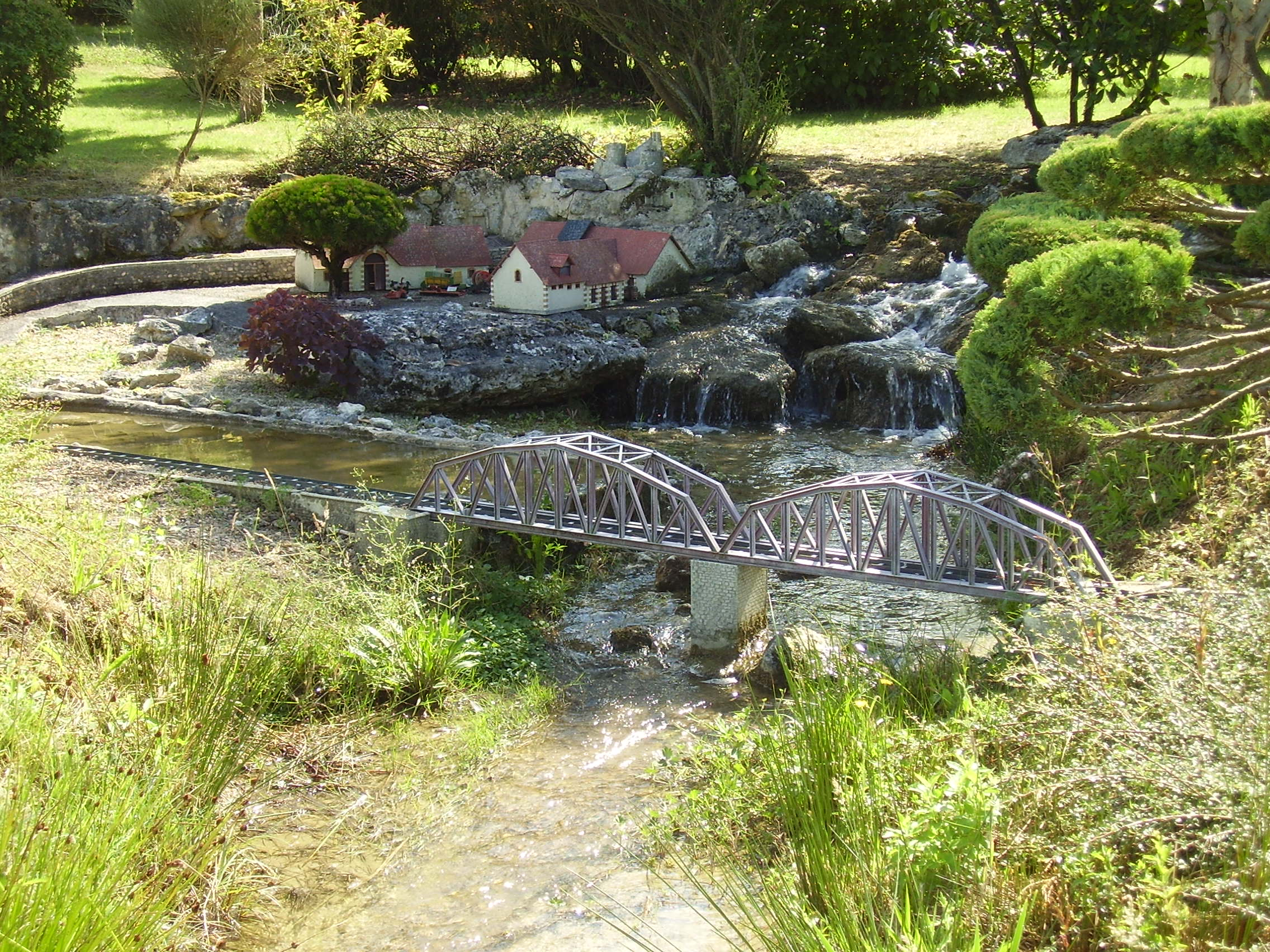
Садова залізниця у Франції

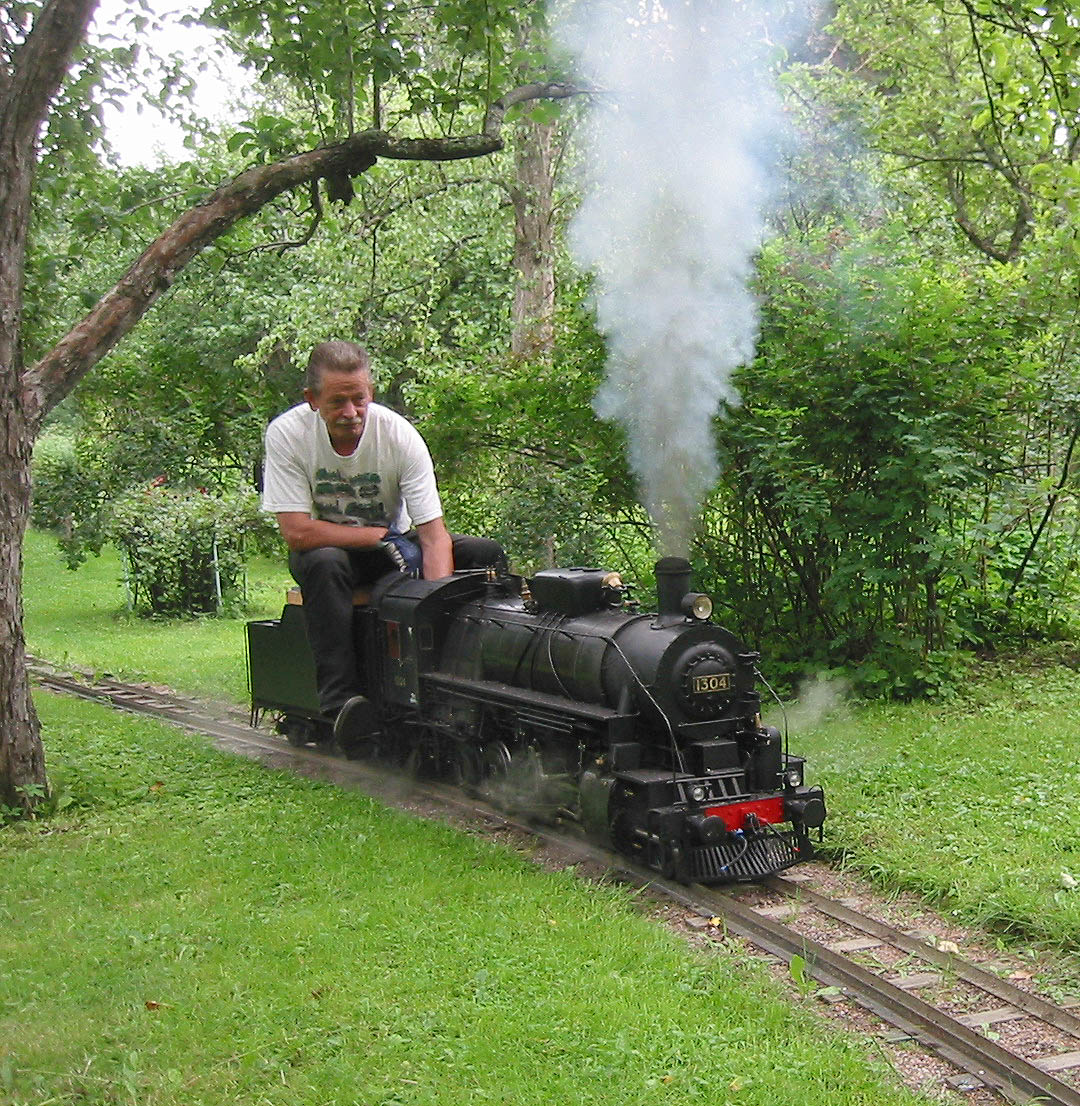
Діюча модель паровозу фінського моделіста

Садова залізниця — різновид залізничного макета, що розміщується переважно поза приміщеннями, наприклад, на присадибній ділянці. Як оточення залізниці використовуються справжні рослини, штучні водойми з справжньою водою.
Зародження садових залізниць пов'язане з розвитком галузі локомотивобудування і залізниць в цілому. Вже в середині XIX століття конструктори паровозів і будівельники залізниць створювали зменшені копії локомотивів та елементів шляху для відпрацювання технологій і різний конструкцій. Крім того, такі моделі будувалися для заможних замовників. На одній з гравюр парку Сен-Клу зображена модель паровоза в масштабі 1:5, придбана Наполеоном III.
В макетах садових залізниць довгий час зберігалася велика різноманітність у масштабах і розмірах колії, що не дозволяло спільно використовувати моделі і шляховий матеріал від різних виробників. У 1891 році фірма Märklin стала випускати іграшкові залізниці і поклала початок стандартизації, розробивши типорозмір 1.